# Matty Beniers
Matthew Beniers (Hingham, 5 novembre 2002) è un hockeista su ghiaccio statunitense che milita nel ruolo di centro per i Seattle Kraken della National Hockey League (NHL).

## Carriera

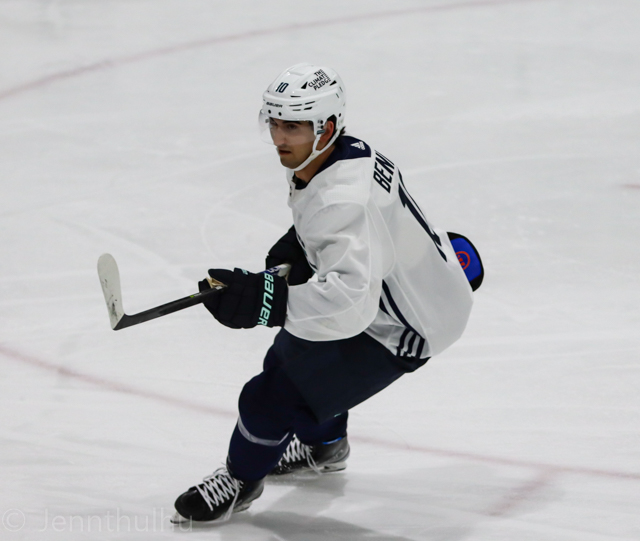
Beniers con i Seattle Kraken nell’aprile 2022

Al college Beniers giocò a hockey all’Università del Michigan. Considerato uno dei migliori prospetti selezionabili nell’NHL Entry Draft 2021, fu chiamato come secondo assoluto dai Seattle Kraken, la prima scelta nella storia della neonata franchigia. Il 10 aprile 2022 firmò un contratto triennale con i Kraken. In precedenza era stato incerto se passare al professionismo o ritornare a Michigan per un’ultima stagione, ma alla fine optò per firmare, dopo discussioni con la sua famiglia, il general manager dei Kraken Ron Francis e il nuovo compagno di squadra Ryan Donato.
Beniers debuttò nella NHL il 12 aprile, due giorni dopo la firma, facendo registrare un assist nella sconfitta per 5–3 contro i Calgary Flames. Disse di essere “eccitato per quanto bene mi sento” durante la sua prima apparizione nella lega. Il suo primo goal lo segnò il 16 aprile in una vittoria in casa contro i New Jersey Devils. Chiuse la stagione con 3 goal e 9 punti in dieci partite.

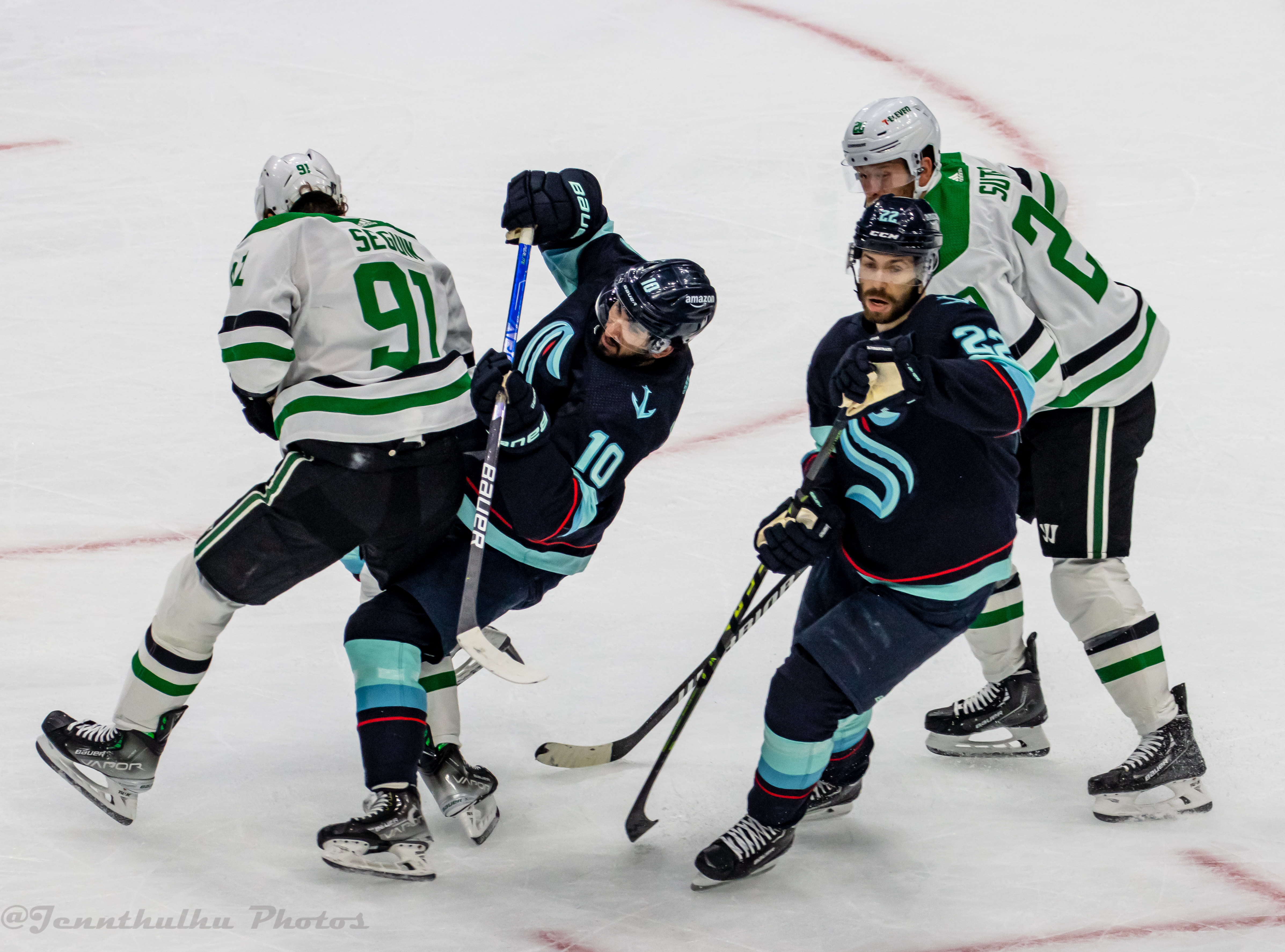
Beniers contro l’attaccante degli Stars Tyler Seguin nel maggio 2023

Nel 2023 Beniers fu convocato per l’ All-Star Game. Il 30 gennaio 2023 fu annunciato che non avrebbe potuto participare all’evento a causa dell’infortunio riportato dopo un colpo subito dal difensore dei Vancouver Canucks Tyler Myers. Chiuse la stagione regolare con 80 presenze, guidando tutti i rookie in punti (57) e alla pari in goal (24) con l’attaccante dei Dallas Stars Wyatt Johnston. Il 26 giugno fu annunciato come vincitore del Calder Memorial Trophy come matricola dell’anno della NHL.

## Palmarès
- All-Star: 1

2023
- Calder Memorial Trophy – 2023